# Grays Peak
Grays Peak – szczyt w Górach Skalistych, o wysokości 4350 m n.p.m., w paśmie Front Range, którego jest najwyższym szczytem. Położony jest w stanie Kolorado w USA na terenie Arapaho and Roosevelt National Forest, na granicy hrabstw Clear Creek i Summit.
Mimo że Grays Peak jest dopiero dziewiątym szczytem pod względem wysokości w Kolorado, to jest najwyższym szczytem w kontynentalnej części Stanów Zjednoczonych leżącym na wododziale kontynentalnym Ameryki.